# Боррис-ин-Оссори

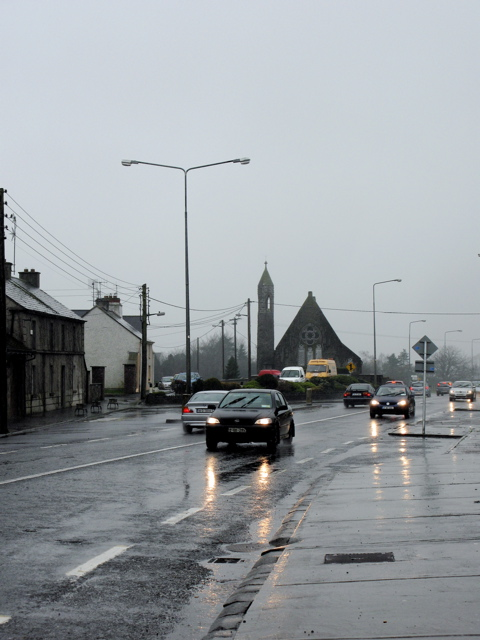
Дождливый понедельник

Боррис-ин-Оссори (англ. Borris-in-Ossory; ирл. Buiríos Mór Osraí) — деревня в Ирландии, находится в графстве Лиишь (провинция Ленстер).
Местная школа была построена в 1965 году.

## Демография
Население — 488 человек (по переписи 2006 года). В 2002 году население составляло 379 человек.
Данные переписи 2006 года:
| Общие демографические показатели |               |                               |                               |      |      |
| Всё население                    | Всё население | Изменения населения 2002—2006 | Изменения населения 2002—2006 | 2006 | 2006 |
| 2002                             | 2006          | чел.                          | %                             | муж. | жен. |
| 379                              | 488           | 109                           | 28,8                          | 240  | 248  |